# Vu Lập Quân
Vu Lập Quân (tiếng Trung giản thể: 于立军, bính âm Hán ngữ: Yú Lìjūn, sinh tháng 8 năm 1967, người Hán) là nhà giáo dục, chính trị gia nước Cộng hòa Nhân dân Trung Hoa. Ông là Ủy viên dự khuyết Ủy ban Trung ương Đảng Cộng sản Trung Quốc khóa XX, hiện là Thường vụ Tỉnh ủy, Bộ trưởng Bộ Tổ chức Tỉnh ủy Tứ Xuyên. Ông từng là Thường vụ Thành ủy, Bí thư Ủy ban Công tác Giáo dục Thành ủy Thiên Tân, từng lãnh đạo trường đại học khi là Bí thư Đảng ủy Đại học Sư phạm Kỹ thuật chức nghiệp Thiên Tân, và Hiệu phó Đại học Thiên Tân.
Vu Lập Quân là đảng viên Đảng Cộng sản Trung Quốc, học vị Thạc sĩ Kỹ thuật, chức danh khoa học Nghiên cứu viên. Ông có 30 năm công tác ở Thiên Tân với nhiều năm hoạt động ngành giáo dục trước khi điều chuyển sang lĩnh vực Đảng và chính quyền địa phương.

## Xuất thân và giáo dục
Vu Lập Quân sinh vào tháng 8 năm 1967 tại huyện Kiến Bình, nay thuộc địa cấp thị Triều Dương, tỉnh Liêu Ninh, Cộng hòa Nhân dân Trung Hoa. Ông lớn lên và tốt nghiệp cao trung ở Kiến Bình, đến năm 1985 thì thi cao khảo và đỗ Đại học Thiên Tân, đến thành phố này nhập học vào tháng 9 ở hệ kỹ thuật hóa học, tốt nghiệp Cử nhân chuyên ngành Cơ giới và thiết bị kỹ thuật hóa học vào tháng 7 năm 1989. Ông cũng được kết nạp Đảng Cộng sản Trung Quốc khi còn là sinh viên ở trường Thiên Tân. Sau tốt nghiệp, ông tiếp tục nghiên cứu sau đại học theo hình thức tại chức và nhận bằng Thạc sĩ Kỹ thuật của Đại học Thiên Tân.

## Sự nghiệp
Tháng 7 năm 1989, sau khi tốt nghiệp Đại học Thiên Tân, Vu Lập Quân được trường giữ lại làm phụ đạo viên của hệ kỹ thuật hóa học và bắt đầu sự nghiệp của mình ở đây. Trong thời kỳ đầu vừa học cao học vừa làm, ông là Bí thư Chi đoàn Khoa Kỹ thuật hóa học rồi Phó Bí thư Đoàn trường Thiên Tân, được chuyển vị trí làm Phó Chủ nhiệm Văn phòng Hiệu trưởng, trở lại là Bí thư Đoàn trưởng rồi thăng chức làm Trợ lý Hiệu trưởng những năm 2000 và Hiệu trưởng là Đan Bình. Năm 2003, ông được bầu làm Phó Bí thư Đảng ủy trường, đến năm 2007 thì nhậm chức Phó Hiệu trưởng Đại học Thiên Tân. Trong quá trình công tác, ông tham gia nghiên cứu và được phong chức danh Nghiên cứu viên. Năm 2008, sau gần 20 năm công tác ở Đại học Thiên Tân, Vu Lập Quân được điều chuyển lên Chính phủ Nhân dân thành phố Thiên Tân, nhậm chức Phó Chủ nhiệm Ủy ban Giáo dục thành phố Thiên Tân. Đến 2011, ông được bổ nhiệm làm Bí thư Đảng ủy Đại học Sư phạm Kỹ thuật chức nghiệp Thiên Tân, sang năm 2013 thì được điều tới Thành ủy Thiên Tân làm Phó Bí thư thường vụ Ủy ban Công tác Giáo dục của Thành ủy. Tháng 12 năm 2016, ông được điều về huyện Kế Châu của Thiên Tân làm Bí thư Huyện ủy, cấp chính địa, sau đó huyện được cải tổ thành quận, ông chuyển chức làm Bí thư Quận ủy.
Tháng 10 năm 2019, Vu Lập Quân được bầu vào Ủy ban Thường vụ Thành ủy Thiên Tân, được phân công làm Bí thư Ủy ban Công tác Giáo dục Thành ủy Thiên Tân, cấp phó tỉnh. Đến tháng 2 năm 2021, sau hơn 30 năm công tác ở Thiên Tân, ông được điều tới Tứ Xuyên, chỉ định vào Ủy ban Thường vụ Tỉnh ủy, nhậm chức Bộ trưởng Bộ Tổ chức Tỉnh ủy Tứ Xuyên kiêm Hiệu trưởng Trường Đảng Tỉnh ủy, Viện trưởng Học viện Hành chính Tứ Xuyên. Cuối năm 2022, ông tham gia Đại hội Đảng Cộng sản Trung Quốc lần thứ XX từ đoàn đại biểu Tứ Xuyên. Trong quá trình bầu cử tại đại hội, ông được bầu là Ủy viên dự khuyết Ủy ban Trung ương Đảng Cộng sản Trung Quốc khóa XX.